# Глифлозины (ингибиторы SGLT2)
Глифлозины (ингибиторы SGLT2) — класс сахароснижающих средств, которые действуют путём ингибирования реабсорбции глюкозы в почках, за счёт подавления натрий-глюкозного котранспортера 2-го типа (SGLT2), благодаря чему достигается снижение уровня сахара в крови.
Все глифлозины являются производными выделенного в 1835 году из коры яблони дигидрохалкона флоридзина, который вызывал выведение глюкозы из организма, так называемый «флоридзиновый диабет» за счёт ингибирования натрий-глюкозных ко-транспортёров (SGLT), расположенных в проксимальных отделах почечных канальцев и слизистой оболочке тонкой кишки.
Важным преимуществом глифлозинов перед другими антидиабетическими средствами является низкий риск гипогликемии, что связано с активацией механизма компенсации за счёт дополнительной активации натрий-глюкозного котранспортёра 1 (SGLT1) если уровень глюкозы падает ниже транспортной способности SGLT1. Кроме того глифлозины снижают гликированный гемоглобин (HbA1c), вызывают потерю веса и улучшают различные метаболические параметры, включая профиль липидов и уровень мочевой кислоты, а также снижают артериальное давление.
В дополнение к своему сахароснижающему действию ингибиторы SGLT2 предотвращают повреждение и возникновение хронической болезни почек поскольку снижают гиперфильтрацию клубочков, снижают потребность почек в кислороде и уменьшают альбуминурию, благодаря чему уменьшают количество неблагоприятных сердечно-сосудистых явлений у больных сахарным диабетом 2-го типа. Несколько клинических испытаний показали, что ингибиторы SGLT2 (эмпаглифлозин, (дапаглифлозин, (канаглифлозин и (эртуглифлозин) улучшают исходы при заболеваниях сердца и болезнях почек, снижают смертность у пациентов с диабетом 2 типа. Большие надежды возлагаются на препараты длительного действия суглат (ипраглифлозин) и дапаглифлозин, которые в опытах на мышах с диабетом 2 типа при сравнительном исследованию эффективности шести коммерчески доступных ингибиторов SGLT2 продемонстрировали наиболее сильное снижение гипергликемии, и осложнений, связанных с диабетом

## Побочное действие
Длительное применение ингибиторов SGLT2 может привести к повышению частоты инфекций мочевыводящих путей, грибковым инфекциям генитальной области, жажды, уровня холестерина ЛПНП, учащённого мочеиспускания и эпизодов низкого кровяного давления. В редких случаях применение ингибиторов SGLT2  связано с повышением риска диабетического кетоацидоза, а также с развитием некротизирующего фасциита промежности, также называемому гангреной Фурнье.

## Ингибиторы SGLT2 какгеропротекторы
Старение является основным фактором риска болезней пожилого возраста. Ингибиторы SGLT2, как было показано в экспериментах на грызунах являются препаратами, одобренными FDA, которые можно использовать в качестве сенотерапевтических средств, чтобы задержав старение препятствовать развитию возрастных заболеваний. Так например, Канаглифлозин, проявляя половой диморфизм, замедлял возрастные изменения в сердце, почках, печени и надпочечниках у генетически гетерогенных самцов мышей, но не у самок
Ингибиторы SGLT2 могут снижать риск ухудшения сердечной недостаточности или смерти и госпитализации по поводу сердечно-сосудистых заболеваний. Небольшое количество метаанализов и когортных исследований показало, что дапаглифлозин превосходит другие ингибиторы SGLT-2 по способности снижать риск госпитализации по поводу сердечной недостаточности у людей с атеросклеротическим сердечно-сосудистым заболеванием. Кроме того, дапаглифлозин показан для лечения взрослых с сердечной недостаточностью со сниженной фракцией выброса с целью снижения риска сердечно-сосудистой смерти и госпитализации по поводу сердечной недостаточности. Противофиброзное и кардиозащитное действие дапаглифлозина очевидно связано с подавлением развития воспаления у макрофагов.